# 谷遼
谷 遼（たに りょう、1987年〈昭和62年〉1月9日 - ）は、日本の俳優・タレントである。エイジアプロモーション並びに劇団PU-PU-JUICEに所属。

## 来歴・人物
- 兵庫県西宮市出身。血液型A型。好きな言葉は「創意工夫」。
- 趣味は、麻雀、野球・ダーツ・ビリヤード・ボウリング。
- 父はプロ野球選手の谷真一（元近鉄バファローズ内野手、現オリックス・バファローズスカウト）[1]で、大叔父（父方の祖母の弟）は同じく吉田義男（元阪神タイガース内野手・監督）。一番尊敬する父に憧れ中学から本気でプロ野球選手になろうと思い、野球を始めた（ポジションはピッチャー）。しかし、ある日肘を負傷してプロ野球選手への夢を断念。そんな時、谷と同じ超体育会系の事務所のマネージャーがもう一つの夢だったタレントの世界に誘ってくれた。
- テレビ出演のほか、CM、雑誌のスチールやファッションショーのモデルとして活動。現在は、舞台、ドラマを中心に活躍している。

## 出演

### 舞台
- “STRAYDOG”Seedling公演「へなちょこヴィーナス」（演出：柴田明良、2017年5月30日 - 6月4日、八幡山ワーサルシアター）
- Junkink vo.1「Rebeat」（2017年4月26日 - 30日、千本桜ホール）
- “STRAYDOG”Produce公演「海街diary」（2017年3月31日 - 4月2日、新国立劇場 小劇場）

### ドラマ
- コンフィデンスマンJP 第1話（2018年、フジテレビ） - 川崎 役
- やすらぎの刻〜道（2019年、フジテレビ） - 貫井司郎 役
- 行列の女神～らーめん才遊記〜（2020年、テレビ東京） - 松井正弘 役
- 逃亡者（2020年、テレビ朝日） - 串田紘一 役
- TOKYO MER〜走る緊急救命室〜（2021年、TBS） - 辰巳亮　役
- 愛しい嘘〜優しい闇〜 第6話（2022年2月18日、テレビ朝日） - 小島 役
- マイファミリー（2022年4月10日 - 、TBS） - 山田刑事 役
- パンドラの果実〜科学犯罪捜査ファイル〜 Season1 第1話（2022年4月23日、日本テレビ） - 矢野 役

### 映画
- シン・仮面ライダー（2023年3月18日、東映）

### テレビ
- アサデス。 九州・山口（九州朝日放送、九州・山口ブロックネット）（2008年-2010年）

毎週木曜日のコーナー「九州山口全市町村（ふるさと）“ラブ”訪ね歩記（あるき）ラブてく」に出演していた。抽選で選ばれた九州・山口各県の市町村をアポなしで取材し、その土地の「ラブなもの」を探して旅をするもの。またこの番組の過去のコーナー「駅メン」や「ミセスシンデレラ」にも出演していた。
- ドォーモ（九州朝日放送、九州・山口ブロックネット）エキストラ出演
- AI VISION TV らんちゅう（テレビ西日本）

### CM
- 西日本シティ銀行
- サントリー「ストロングゼロ-196℃」
- 株式会社Phi

### スチール
- 九州ウォーカー
- まっぷるマガジン
- ブライダル情報誌メロン

### ショウ
- 山田屋ブライダルショウ
- 萃香園ブライダルショウ
- 寿光ブライダルショウ
- 井筒屋アニバーサリーウォークファッションショー
- 唐津シーサイドホテルブライダルショー
- S’FILEファッションショー